# TT Assen 1974
De TT van Assen 1974 was de zesde race van het wereldkampioenschap wegrace-seizoen 1974. De race werd verreden op 29 juni 1974 op het TT-Circuit Assen nabij Assen, Nederland.

## Algemeen
In 1974 debuteerde Kenny Roberts op de Europese circuits. Zijn eerste optreden in het wereldkampioenschap wegrace was in de 250cc-race in de TT van Assen, nadat hij in de Daytona 200 en de Imola 200 tweede was geworden achter Giacomo Agostini. Jos Schurgers kon zijn racecarrière niet meer verenigen met het ontwikkelingswerk dat hij voor de Van Veen OCR 1000 wankelmotor moest doen en verkocht een van zijn 125cc-Bridgestone-blokken aan Henk van Kessel. Hij kon echter nog wel deelnemen aan de TT van Assen, waar hij vijfde werd. Herbert Rittberger won voor het eerst een WK-race.

## 500 cc
De eerst startrij in Assen liet goed zien hoe sterk de concurrentie van MV Agusta intussen was geworden. Daar stonden drie merken opgesteld: Yamaha (Teuvo Länsivuori en Giacomo Agostini), MV Agusta (Phil Read) en Suzuki (Barry Sheene). Om nog uitzicht op de wereldtitel te houden moest Agostini in Assen winnen. Read had de beste start en kwam na een ronde als eerste door, gevolgd door Gianfranco Bonera (MV Agusta), Länsivuori en Agostini. Bonera werd al snel naar de vierde plaats verdrongen en Agostini ging, toen zijn extra grote tank wat leger en lichter was geworden, achter Read aan. Read had intussen al een aantal recordronden gereden en bracht het ronderecord in de vierde ronde op 3.01.8. In de zevende ronde werd Agostini de eerste coureur die het circuit van Assen in minder dan drie minuten rondde: 2.59.8, juist op het moment dat de machine van Read wat toeren begon te verliezen. Twee ronden later ging ook Länsivuori Read voorbij en daarmee was het podium beslist. Voor Suzuki werd de TT van Assen een grote teleurstelling. De beste machines waren tijdens tests in de Verenigde Staten vernield, toen Gary Nixon een vastloper kreeg en testrijder Ken Araoka op zijn machine inreed. Nixon brak hierbij beide benen. Sheene startte in Assen slecht en viel in de vijfde ronde uit. Zijn zwager en teamgenoot Paul Smart viel al in de eerste ronde uit.

### Uitslag 500 cc
| Pos | Coureur             | Merk          | Tijd      | Punten |
| --- | ------------------- | ------------- | --------- | ------ |
| 1   | Giacomo Agostini    | Yamaha        | 48' 54" 6 | 15     |
| 2   | Teuvo Länsivuori    | Yamaha        | +3" 2     | 12     |
| 3   | Phil Read           | MV Agusta     | +28" 4    | 10     |
| 4   | Gianfranco Bonera   | MV Agusta     |           | 8      |
| 5   | Charlie Williams    | Maxton-Yamaha |           | 6      |
| 6   | Karl Auer           | Yamaha        |           | 5      |
| 7   | Pentti Korhonen     | Yamaha        |           | 4      |
| 8   | Víctor Palomo       | Yamaha        |           | 3      |
| 9   | Werner Giger        | Yamaha        |           | 2      |
| 10  | John Williams       | Yamaha        |           | 1      |
| 11  | Piet van der Wal    | Yamaha        |           |        |
| 12  | Paul Eickelberg     | König         | +1 ronde  |        |
| 13  | Alex George         | Yamaha        | +1 ronde  |        |
| 14  | Kurt-Harald Florin  | Yamaha        | +1 ronde  |        |
| 15  | Nico van der Zanden | Suzuki        | +1 ronde  |        |
| 16  | Jan van Disseldorp  | Yamaha        | +1 ronde  |        |
| 17  | Henk Klaassen       | Yamaha        | +1 ronde  |        |
| 18  | Guido Mandracci     | Suzuki        | +1 ronde  |        |
| 19  | Wietse Veenstra     | Yamaha        | +1 ronde  |        |
| 20  | Bo Granath          | Husqvarna     | +1 ronde  |        |
| DNF | Paul Smart          | Suzuki        |           |        |
| DNF | Barry Sheene        | Suzuki        | val       |        |
| DNF | Billie Nelson       | Yamaha        |           |        |
| DNF | Jack Findlay        | Suzuki        | val       |        |
| DNF | Edu Celso-Santos    | Yamaha        |           |        |
| DNF | Neil Tuxworth       | Yamaha        |           |        |
| DNF | Jan Kostwinder      | Yamaha        |           |        |
| DNF | Seppo Kangasniemi   | Yamaha        |           |        |
| DNF | Reinhard Hiller     | König         |           |        |
| DNF | Walter Rüngg        | Yamaha        |           |        |
| DNQ | Ernst Hiller        | König         |           |        |
| DNQ | Georg Pohlmann      | Yamaha        |           |        |
| DNQ | Eric Offenstadt     | Motobécane    |           |        |
| DNQ | Christian Léon      | Kawasaki      |           |        |
| DNQ | Gary Nixon          | Suzuki        |           |        |
| DNQ | Jérôme van Haeltert | Suzuki        |           |        |
| DNQ | Rob Bron            | Yamaha        |           |        |

## 350 cc
In Assen was duidelijk dat MV Agusta zich definitief zou terugtrekken uit het 350cc-kampioenschap van 1974. Yamaha-coureur Giacomo Agostini had slechts de derde trainingstijd en na de start schoot Chas Mortimer (Maxton-Yamaha) van de tweede startrij naar voren. Mortimer viel in de tweede ronde uit met een defecte koppeling. Agostini nam de leiding over en begon weg te lopen van de rest van het veld. Dieter Braun (Yamaha) lag op de tweede plaats, maar werd ingehaald door de slecht gestarte Teuvo Länsivuori (Yamaha). Braun en Patrick Pons (Yamaha) bleven op Länsivuori jagen tot een halve ronde voor het einde de ketting van Länsivuori brak. Braun werd nu tweede en Pons werd derde.

### Uitslag 350 cc
| Pos | Coureur             | Merk            | Tijd         | Punten       |
| --- | ------------------- | --------------- | ------------ | ------------ |
| 1   | Giacomo Agostini    | Yamaha          | 49' 36" 5    | 15           |
| 2   | Dieter Braun        | Yamaha          | +19" 9       | 12           |
| 3   | Patrick Pons        | Yamaha          | +39" 1       | 10           |
| 4   | Billie Nelson       | Yamaha          |              | 8            |
| 5   | Pentti Korhonen     | Yamaha          |              | 6            |
| 6   | Karl Auer           | Yamaha          |              | 5            |
| 7   | John Newbold        | Yamaha          |              | 4            |
| 8   | John Williams       | Yamaha          |              | 3            |
| 9   | Walter Villa        | Harley-Davidson |              | 2            |
| 10  | Tony Rutter         | Yamaha          |              | 1            |
| 11  | Werner Giger        | Yamaha          |              |              |
| 12  | Boet van Dulmen     | Yamaha          |              |              |
| 13  | Michel Rougerie     | Harley-Davidson |              |              |
| 14  | Mario Lega          | Yamaha          |              |              |
| 15  | Wil Hartog          | Yamaha          |              |              |
| 16  | Olivier Chevallier  | Yamaha          |              |              |
| 17  | Adu Celso Santos    | Yamaha          |              |              |
| 18  | Kurt-Ivan Carlsson  | Yamaha          | +1 ronde     |              |
| 19  | Jan van Disseldorp  | Yamaha          | +1 ronde     |              |
| 20  | Helmut Kassner      | Yamaha          | +1 ronde     |              |
| DNF | Mick Grant          | Yamaha          |              |              |
| DNF | Christian Bourgeois | Yamaha          |              |              |
| DNF | Alex George         | Yamaha          |              |              |
| DNF | Silvio Grassetti    | MZ              |              |              |
| DNF | Guido Mandracci     | Suzuki          |              |              |
| DNF | Teuvo Länsivuori    | Yamaha          | kettingbreuk | kettingbreuk |
| DNF | Víctor Palomo       | Yamaha          |              |              |
| DNF | John Dodds          | Yamaha          | val          |              |
| DNF | Chas Mortimer       | Maxton-Yamaha   | koppeling    | koppeling    |
| DNF | Giovanni Proni      | Yamaha          |              |              |
| DNF | János Drapál        | Yamaha          |              |              |
| DNF | Bo Granath          | Yamaha          |              |              |
| DNF | Phil Read           | MV Agusta       |              |              |
| DNF | Gianfranco Bonera   | MV Agusta       |              |              |
| DNF | Ulrich Graf         | Yamaha          |              |              |
| DNF | Nico van der Zanden | Yamaha          |              |              |
| DNF | Rob Bron            | Yamaha          | val          |              |

## 250 cc
In de 250cc-kwalificatie in Assen deden twee debutanten het erg goed: Kenny Roberts (Yamaha) was de snelste en Takazumi Katayama (Yamaha) was derde, achter Walter Villa met zijn Harley-Davidson RR 250. Voor de race monteerde Roberts een ander zitje op zijn Amerikaanse Yamaha, dat meer recht deed aan de knee down techniek die gebruikt werd door Roberts, maar ook door een aantal Europese coureurs, zoals Bruno Kneubühler. Roberts moest voor het eerst een duwstart maken, maar was desondanks achter Kent Andersson (Yamaha) en Rolf Minhoff (Maico) als derde weg. Na een ronde lag hij tweede achter Walter Villa, maar hij joeg zo hard dat hij het onbereikbaar geachte ronderecord van Mike Hailwood uit 1967 tot twee keer toe brak. In de achtste ronde viel hij echter. Hij kon weliswaar verder zonder zijn tweede plaats in te leveren, maar de dolfijnkuip was beschadigd waardoor zijn Yamaha snelheid verloor. Walter Villa won de race, en Roberts werd geklopt door Bruno Kneubühler en moest tevreden zijn met de derde plaats.

### Uitslag 250 cc
| Pos | Coureur              | Merk            | Tijd      | Punten |
| --- | -------------------- | --------------- | --------- | ------ |
| 1   | Walter Villa         | Harley-Davidson | 50' 23" 0 | 15     |
| 2   | Bruno Kneubühler     | Yamaha          | +43" 6    | 12     |
| 3   | Kenny Roberts        | Yamaha          | +44" 2    | 10     |
| 4   | Patrick Pons         | Yamaha          |           | 8      |
| 5   | John Dodds           | Yamaha          |           | 6      |
| 6   | Chas Mortimer        | Maxton-Yamaha   |           | 5      |
| 7   | Tony Rutter          | Yamaha          |           | 4      |
| 8   | Paolo Pileri         | Yamaha          |           | 3      |
| 9   | Adrie van den Broeke | Yamaha          |           | 2      |
| 10  | Mick Grant           | Yamaha          |           | 1      |
| 11  | Charlie Williams     | Maxton-Yamaha   |           |        |
| 12  | Mario Lega           | Yamaha          |           |        |
| 13  | Olivier Chevallier   | Yamaha          |           |        |
| 14  | Thierry Tchernine    | Yamaha          |           |        |
| 15  | Wil Hartog           | Yamaha          |           |        |
| 16  | Gyula Marsovszky     | Yamaha          |           |        |
| 17  | John Newbold         | Yamaha          | +1 ronde  |        |
| 18  | Helmut Kassner       | Yamaha          | +1 ronde  |        |
| 19  | Rolf Minhoff         | Maico           | +1 ronde  |        |
| 20  | Leo Bovee            | Yamaha          | +4 ronden |        |
| DNF | Michel Rougerie      | Harley-Davidson | val       |        |
| DNF | Matti Salonen        | Yamaha          |           |        |
| DNF | Dieter Braun         | Yamaha          |           |        |
| DNF | Christian Bourgeois  | Yamaha          |           |        |
| DNF | Nico van der Zanden  | Yamaha          |           |        |
| DNF | Takazumi Katayama    | Yamaha          | val       |        |
| DNF | Kent Andersson       | Yamaha          |           |        |
| DNF | Eugenio Lazzarini    | Piovaticci      |           |        |
| DNF | Ángel Nieto          | Derbi           |           |        |
| DNF | Giovanni Proni       | Yamaha          |           |        |
| DNF | János Drapál         | Yamaha          |           |        |
| DNF | Orenzo Memola        | Yamaha          |           |        |
| DNF | Ryszard Mankiewicz   | Yamaha          |           |        |
| DNF | Francis Hollebecq    | Yamaha          |           |        |
| DNF | Kees Schermer        | Yamaha          |           |        |
| DNF | Frits Geysendorpher  | Yamaha          |           |        |
| DNF | Silvio Grassetti     | MZ              |           |        |

## 125 cc
In de 125cc-race moest het tot een duel tussen Ángel Nieto (Morbidelli) en Kent Andersson (Yamaha) komen, maar die laatste had last van een keelontsteking en was dus niet fit. Nieto had de snelste trainingstijd, maar Bruno Kneubühler (Yamaha) was slechts 0,1 seconde langzamer. Bij de start was Andersson ondanks alles samen met Harold Bartol (Suzuki) als eerste weg, maar na de eerste ronde leidde Paolo Pileri, wiens Morbidelli nu door Jorg Möller verbeterd was. Daar achter zaten Nieto, Andersson en Kneubühler. Kneubühler wist zich van de groep los te rijden, achtervolgd door Nieto, die daarbij het ronderecord brak. Kort daarna viel hij echter, terwijl Pileri door een kapotte versnellingsbak uitviel. Kneubühler liep steeds verder weg van Andersson, die bedreigd werd door de snel opkomende Otello Buscherini (Malanca). Uiteindelijk won Kneubühler, maar Buscherini wist Andersson met 1½ seconde te verslaan.

### Uitslag 125 cc
| Pos | Coureur                | Merk               | Tijd            | Punten          |
| --- | ---------------------- | ------------------ | --------------- | --------------- |
| 1   | Bruno Kneubühler       | Yamaha             | 46' 27" 2       | 15              |
| 2   | Otello Buscherini      | Malanca            | +6" 3           | 12              |
| 3   | Kent Andersson         | Yamaha             | +7" 7           | 10              |
| 4   | Gert Bender            | Bender             |                 | 8               |
| 5   | Jos Schurgers          | Bridgestone        |                 | 6               |
| 6   | Leif Gustafsson        | Maico              |                 | 5               |
| 7   | Harald Bartol          | Suzuki             |                 | 4               |
| 8   | Thierry Tchernine      | Yamaha             |                 | 3               |
| 9   | Aart Valster           | Yamaha             |                 | 2               |
| 10  | Johann Zemsauer        | Rotax              |                 | 1               |
| 11  | Roel Cornelis          | Yamaha             |                 |                 |
| 12  | Rudolf Weiss           | Maico              | +1 ronde        |                 |
| 13  | Xaver Tschannen        | Maico              | +1 ronde        |                 |
| 14  | Staffan Liebst         | Yamaha             | +1 ronde        |                 |
| 15  | Seppo Kangasniemi      | Yamaha             | +1 ronde        |                 |
| DNF | Eric Offenstadt        | Motobécane         |                 |                 |
| DNF | Ángel Nieto            | Morbidelli         | val             |                 |
| DNF | Horst Seel             | Maico              |                 |                 |
| DNF | Henk van Kessel        | Bridgestone-Yamaha |                 |                 |
| DNF | Rolf Minhoff           | Maico              |                 |                 |
| DNF | Neil Tuxworth          | Yamaha             |                 |                 |
| DNF | Eugenio Lazzarini      | Piovaticci         |                 |                 |
| DNF | Paolo Pileri           | Morbidelli         | versnellingsbak | versnellingsbak |
| DNF | Cees van Dongen        | Yamaha             | val             |                 |
| DNF | Herbert Rittberger     | Yamaha             |                 |                 |
| DNF | Claudio Lusuardi       | Villa              |                 |                 |
| DNF | Gianni Ribuffo         | DRS                |                 |                 |
| DNF | Alain John Jones       | Maico              |                 |                 |
| DNF | Pentti Salonen         | Yamaha             |                 |                 |
| DNF | Pier Paolo Bianchi     | Minarelli          |                 |                 |
| DNF | Matti Salonen          | Yamaha             |                 |                 |
| DNF | Jan Huberts            | MZ                 |                 |                 |
| DNF | Ryszard Mankiewicz     | MZ                 |                 |                 |
| DNF | Hans-Jürgen Hummel     | Yamaha             |                 |                 |
| DNF | Piet van den Goorbergh | Yamaha             |                 |                 |
| DNF | Jan Warners            | Yamaha             |                 |                 |

## 50 cc
Gerhard Thurow had poleposition veroverd, maar viel al in de eerste bocht. Hij kon nog wel verder, maar speelde geen rol van betekenis meer. Henk van Kessel (Van Veen-Kreidler) verstevigde in Assen zijn leidende positie, maar hij won zijn thuisrace niet. Dat deed Herbert Rittberger met zijn Kreidler. Het Jamathi-team miste in de trainingen vermogen en reisde 's nachts zelfs naar Breukelen om aan de machine van Jan Bruins te werken. Dat had kennelijk geholpen, want Bruins werd achter van Kessel, die in de training voldoende vermogen had maar in de race niet, derde. Doordat de machine van Bruins in de training beter had gelopen had hij zijn gearing te lang gekozen en hij verloor 2 seconden per ronde op Rittberger.

### Uitslag 50 cc
| Pos | Coureur              | Merk              | Tijd      | Punten |
| --- | -------------------- | ----------------- | --------- | ------ |
| 1   | Herbert Rittberger   | Kreidler          | 33' 12" 1 | 15     |
| 2   | Henk van Kessel      | Van Veen-Kreidler | +14" 4    | 12     |
| 3   | Jan Bruins           | Jamathi           | +19" 0    | 10     |
| 4   | Rudolf Kunz          | Kreidler          |           | 8      |
| 5   | Stefan Dörflinger    | Kreidler          |           | 6      |
| 6   | Hans-Jürgen Hummel   | Kreidler          |           | 5      |
| 7   | Ulrich Graf          | Kreidler          |           | 4      |
| 8   | Jan Huberts          | Kreidler          |           | 3      |
| 9   | Adam van de Draay    | Kreidler          |           | 2      |
| 10  | Tom Kooyman          | Hemeyla           |           | 1      |
| 11  | Gerrit Strikker      | Kreidler          |           |        |
| 12  | Gerhard Thurow       | Kreidler          |           |        |
| 13  | Jürgen Röller        | Kreidler          |           |        |
| 14  | Wilhelm Werner       | Kreidler          |           |        |
| 15  | Nigel Stone          | Jamathi           |           |        |
| 16  | Julien van Zeebroeck | Van Veen-Kreidler |           |        |
| 17  | Willem Koerhuis      | Hemeyla           |           |        |
| 18  | Kasimir Rapcynski    | Kreidler          |           |        |
| 19  | Engelbert Kip        | Kreidler          |           |        |
| 20  | Rein Gijsman         | Roton             | +1 ronde  |        |
| 21  | Pentti Salonen       | Tunturi-Puch      | +1 ronde  |        |
| 22  | Wolfgang Golembeck   | Kreidler          | +1 ronde  |        |
| 23  | John Koster          | Kreidler          | +1 ronde  |        |
| DNF | Ludwig Fassbender    | Kreidler          | val       |        |
| DNF | Theo Timmer          | Jamathi           |           |        |
| DNF | Ingo Emmerich        | Kreidler          | val       |        |
| DNF | Lars Persson         | Penningson        |           |        |
| DNF | Harald Bartol        | Kreidler          |           |        |
| DNF | Otello Buscherini    | Malanca           | val       |        |
| DNF | Nico Polane          | Roton             | val       |        |

## Zijspanklasse
In tegenstelling tot de solorijders mochten de zijspannen slicks gebruiken, maar na een klein buitje in Assen kregen ze van de technische commissie opdracht die te vervangen door profielbanden. Uiteindelijk onnodig, want het bleef de hele race droog. Voor de coureurs was het echter een groot probleem, want ze kregen er 15 minuten voor terwijl de meesten geen extra velgen hadden en dus alle banden opnieuw moesten monteren. Bovendien moest de gearing veranderd worden, wat voor de BMW-coureurs het vervangen van de cardanaandrijving betekende. Veilig was de bandenwissel allerminst, want de profielbanden verloren op het droge asfalt hele stukken loopvlak. Werner Schwärzel/Karl-Heinz Kleis hadden als snelste getraind en namen ook de leiding in de race, maar hun koppeling begon te slippen waardoor ze uiteindelijk een pitstop moesten maken. Klaus Enders/Ralf Engelhardt namen de kop over en wonnen vóór Rolf Steinhausen/Josef Huber en Siegfried Schauzu/WolfgangKalauch. Schauzu had in de trainingen twee motorblokken opgeblazen en kreeg daarom een fabrieksblok van BMW, dat eigenlijk aan de gebroeders Michel en Serge Vanneste beloofd was.

### Uitslag zijspanklasse
| Pos | Coureur               | Bakkenist        | Merk       | Tijd      | Punten |
| --- | --------------------- | ---------------- | ---------- | --------- | ------ |
| 1   | Klaus Enders          | Ralf Engelhardt  | Busch-BMW  | 47' 54" 7 | 15     |
| 2   | Rolf Steinhausen      | Josef Huber      | König      | +17" 2    | 12     |
| 3   | Siegfried Schauzu     | Wolfgang Kalauch | BMW        | +1' 28" 2 | 10     |
| 4   | Heinz Luthringshauser | Hermann Hahn     | BMW        |           | 8      |
| 5   | Werner Schwärzel      | Karl-Heinz Kleis | König      |           | 6      |
| 6   | Siegfried Maier       | Gerhard Lehmann  | BMW        |           | 5      |
| 7   | Gustav Pape           | Erich Berghahn   | König      | +1 ronde  | 4      |
| 8   | Richard Wegener       | Derek Jacobson   | BMW        | +1 ronde  | 3      |
| 9   | Egon Schons           | Horst Schons     | BMW        | +1 ronde  | 2      |
| 10  | Karl Venus            | Rainer Gundel    | König      | +2 ronden | 1      |
| 11  | Cees Smit             | Jan Smit         | Piek-Honda | +3 ronden |        |

1925 · 1926 · 1927 · 1928 · 1929 · 1930 · 1931 · 1932 · 1933 · 1934 · 1935 · 1936 · 1937 · 1938 · 1939 · 1940–1945 · 1946 · 1947 · 1948 · 1949 · 1950 · 1951 · 1952 · 1953 · 1954 · 1955 · 1956 · 1957 · 1958 · 1959 · 1960 · 1961 · 1962 · 1963 · 1964 · 1965 · 1966 · 1967 · 1968 · 1969 · 1970 · 1971 · 1972 · 1973 · 1974 · 1975 · 1976 · 1977 · 1978 · 1979 · 1980 · 1981 · 1982 · 1983 · 1984 · 1985 · 1986 · 1987 · 1988 · 1989 · 1990 · 1991 · 1992 · 1993 · 1994 · 1995 · 1996 · 1997 · 1998 · 1999 · 2000 · 2001 · 2002 · 2003 · 2004 · 2005 · 2006 · 2007 · 2008 · 2009 · 2010 · 2011 · 2012 · 2013 · 2014 · 2015 · 2016 · 2017 · 2018 · 2019 · 2021 · 2022 · 2023 · 2024 · 2025